# Château d'Everly
Le château d'Everly est un château détruit, dont il ne reste que le parc et quelques murs de soutènement, qui était situé sur la commune d'Everly (Seine-et-Marne). 

## Histoire
Le nom d'Everly est mentionné dès le XIIe siècle. Le premier seigneur connu, en 1154, est Girard d'Averly.  
Au début du XIVe siècle, une partie d'Everly, le fief de la « cour d'Averly », appartient à la famille de Chailly. 
Au XVe siècle, madame veuve Philippe de Chailly lègue le domaine à Jeanne de Hémery, sa cousine épouse de Charles de Brichantel. La fille de ceux-ci, Catherine de Brichanteau, épouse Jean du Roux, seigneur de Sigy. 
Après les guerres de Religion, Gabriel de la Vallée acquiert le domaine, l'agrandit et fait construire un château. Il y meurt centenaire en 1610. 
Son petit-neveu, Gabriel de La Vallée Fossez, en hérite. Il fait ériger la terre en marquisat et la localité en paroisse en 1626. 
Sa fille épouse en secondes noces Henri de Mesme, qui achète au duc de Nemours la baronnie de Bray-sur-Seine. 
En 1655, Antoinette-Louise de Mesme épouse Louis-Victor de Rochechouart, duc de Vivonne-Mortemart et frère de la marquise de Montespan. 
En 1741, le château passe à Jean-Victor de Rochechouart, qui entrepris de réaménager entièrement le domaine, de construire un château neuf à l’emplacement du précédent, et d’agrandir le parc. 
Quatre générations de Rochechouart se succèdent jusqu'à la Révolution. Le château du XVIIIe siècle est alors détruit, le mobilier vendu aux enchères. 
Un nouveau château est construit vers 1850 par le comte de Luçay, mais démoli en 1896. 
À la fin du XXe siècle, la municipalité entreprend de remettre en état les vestiges de l'ancien château des Mortemart. 

### De nos jours

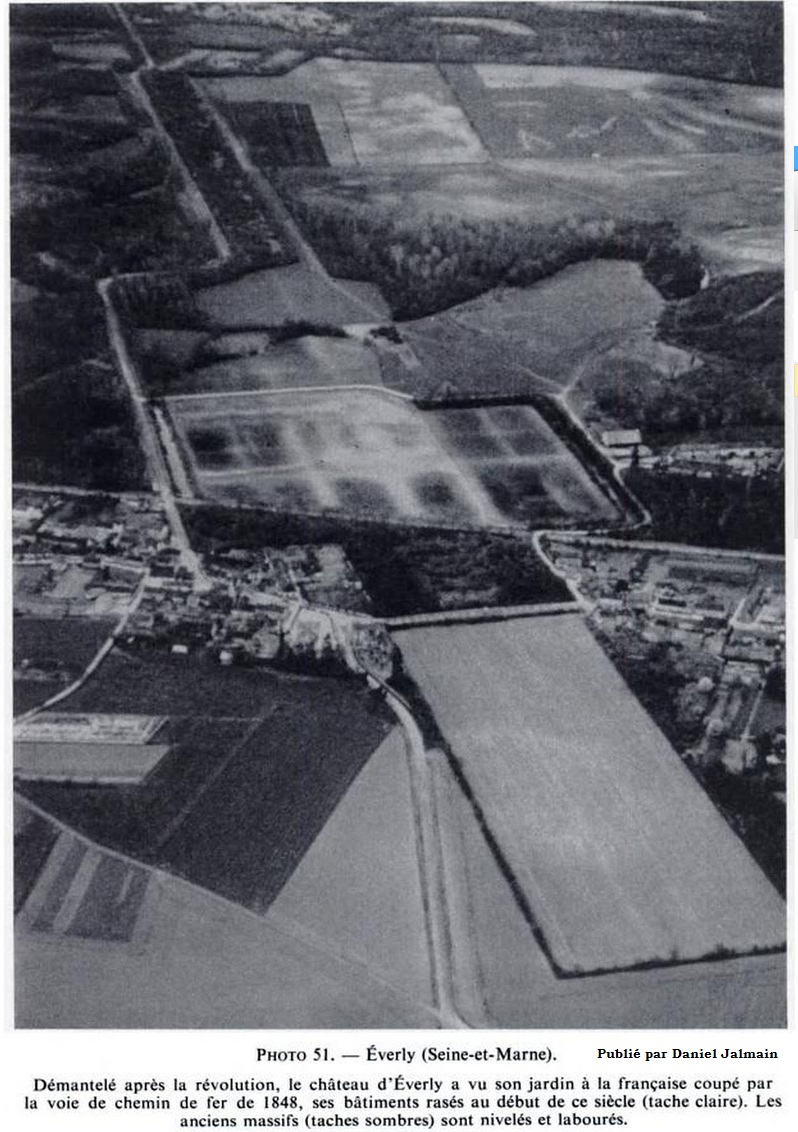
Vue aérienne du château d'Everly, milieu du XXe siècle.

Du château ne subsiste que le bâtiment des communs et la perspective "sud". Ce qui reste du parc est bien situé au cœur de vie du village en accueillant les promenades dominicales des habitants, le long du saut de loup : un fossé restauré séparant autrefois le verger du parc du château. Il fut construit pour éviter que les animaux sauvages pénètrent dans le domaine. Ce lieu ouvert concentre aujourd’hui des festivités estivales : les feux de la Saint-Jean, le feu d’artifice du 14 juillet tiré devant le bassin, ancien miroir du château. L’espace est en passe d’être réaménagé pour être en harmonie avec les récentes restaurations engagées, ainsi, les anciennes terrasses reprendront alors vie en offrant une aire de jeux pour les enfants, un théâtre de verdure et des allées pour la promenade.

## Description du domaine

### Le château
La façade du côté de l'entrée était bien différente de la façade du côté du jardin. 
Depuis la cour, on découvrait une façade majestueuse, avec des lignes sobres, droites, qui répondaient aux pavillons des communs.
Tandis que depuis le jardin, se découvrait une façade beaucoup plus fine, toute en courbes. Et depuis le bout du jardin, le château changeait encore de forme, puisque les communs venaient se greffer au château, suivant un jeu visuel assez traditionnel dans les châteaux français.
Le belvédère situé tout en haut du château permettait d'admirer la vue sur les jardins et les environs, notamment sur la plaine. L'ensemble était d'une majesté superbe, qui voulait rappeler le rang et la puissance de la famille. 

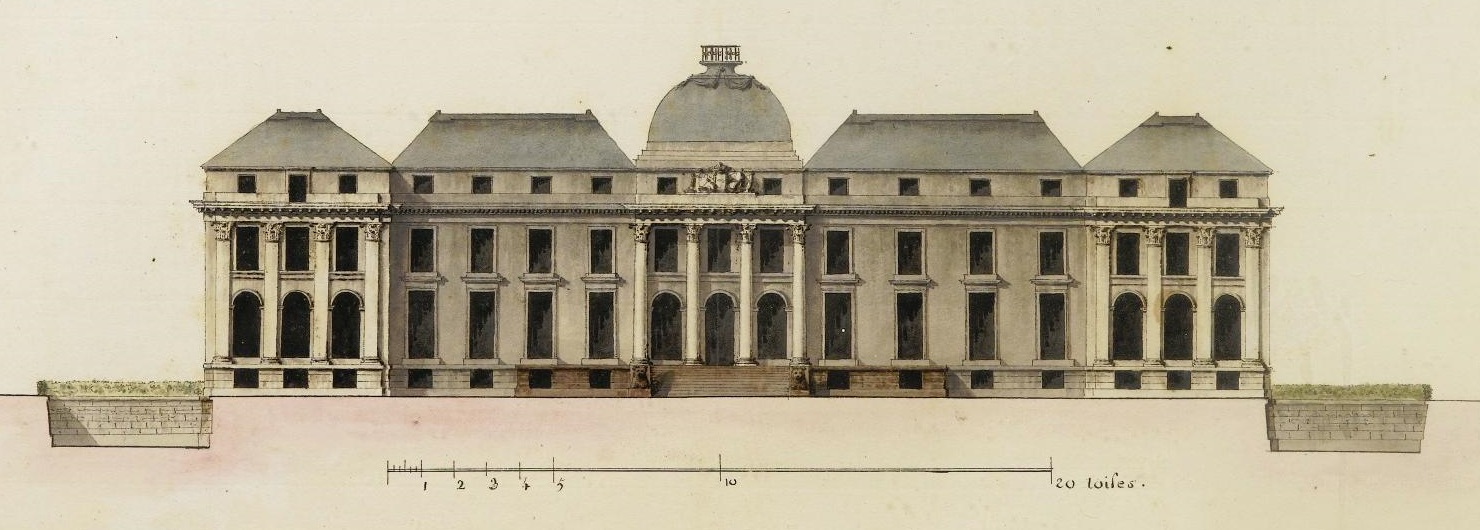
Elévation du château d'Everly du côté de la cour. 1785.
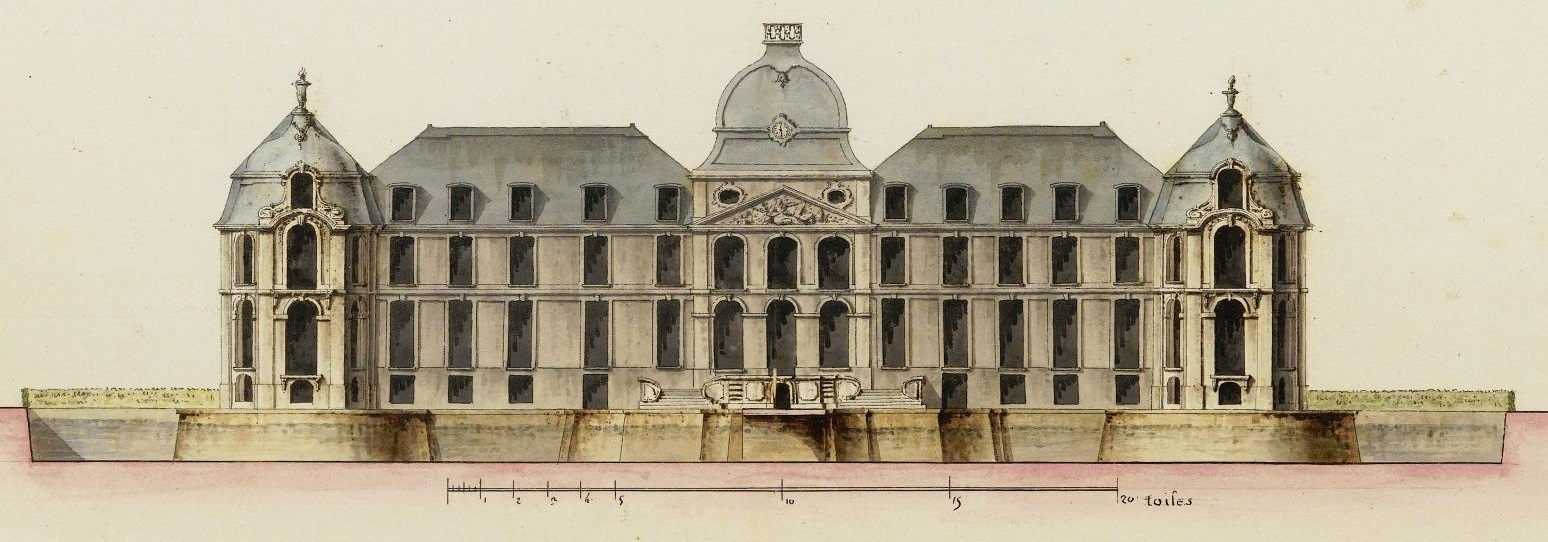
Elévation du château d'Everly du côté du jardin, 1785. Façade édifiée au milieu du XVIIIe siècle.

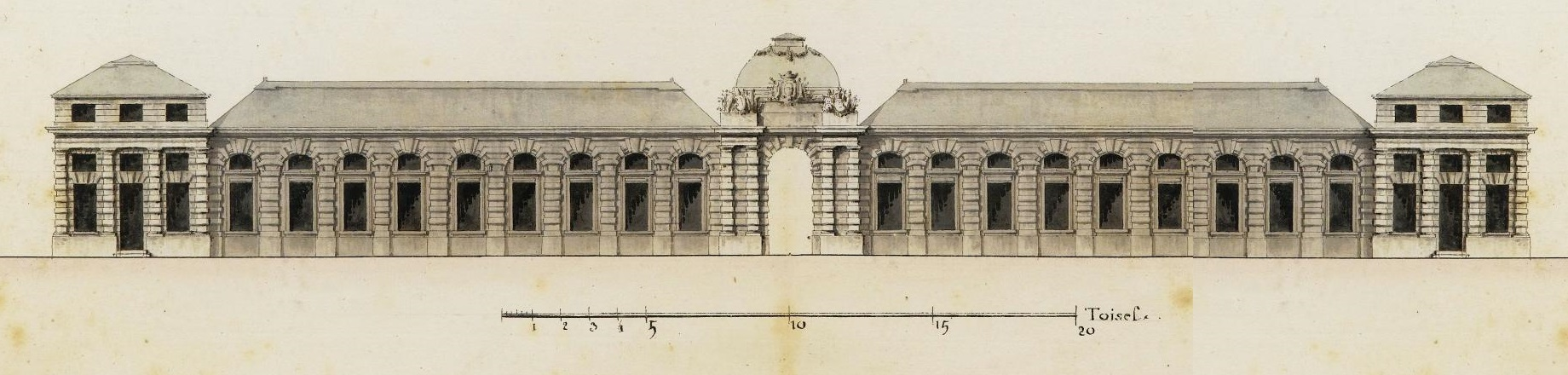
Elévation des communs du château d'Everly, 1785.
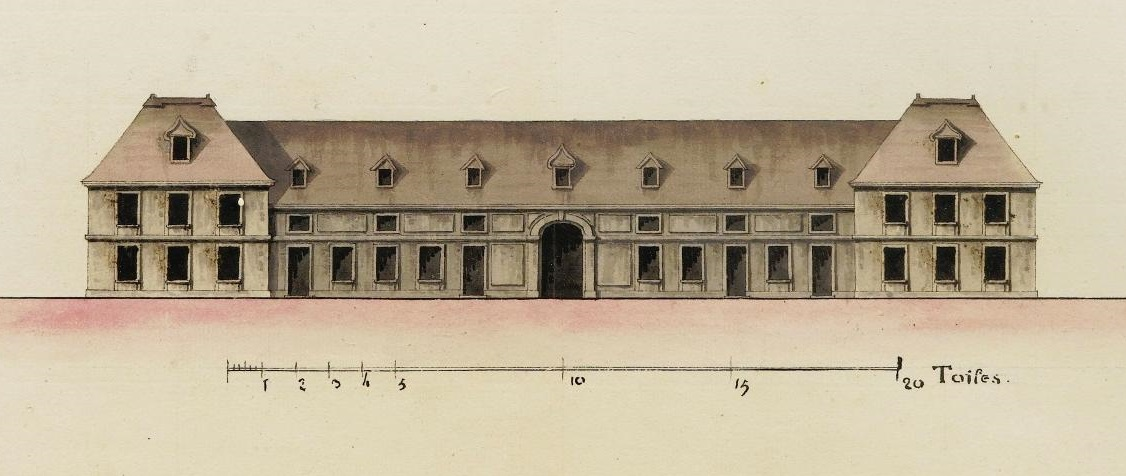
Elévation du bâtiment de la Comédie d'Everly, 1785.

### Les jardins

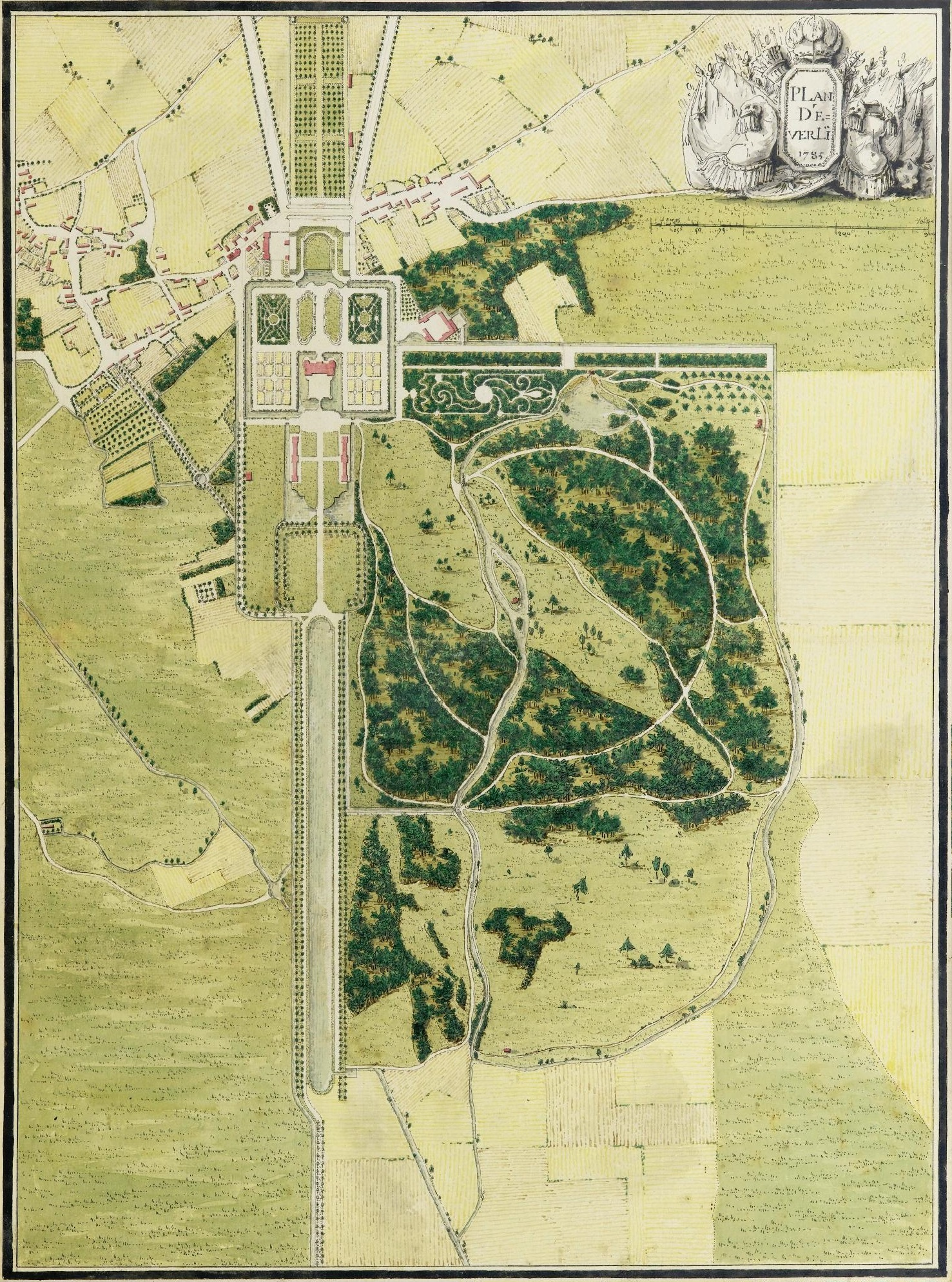
Plan du château d'Everly et de ses jardins en 1785.

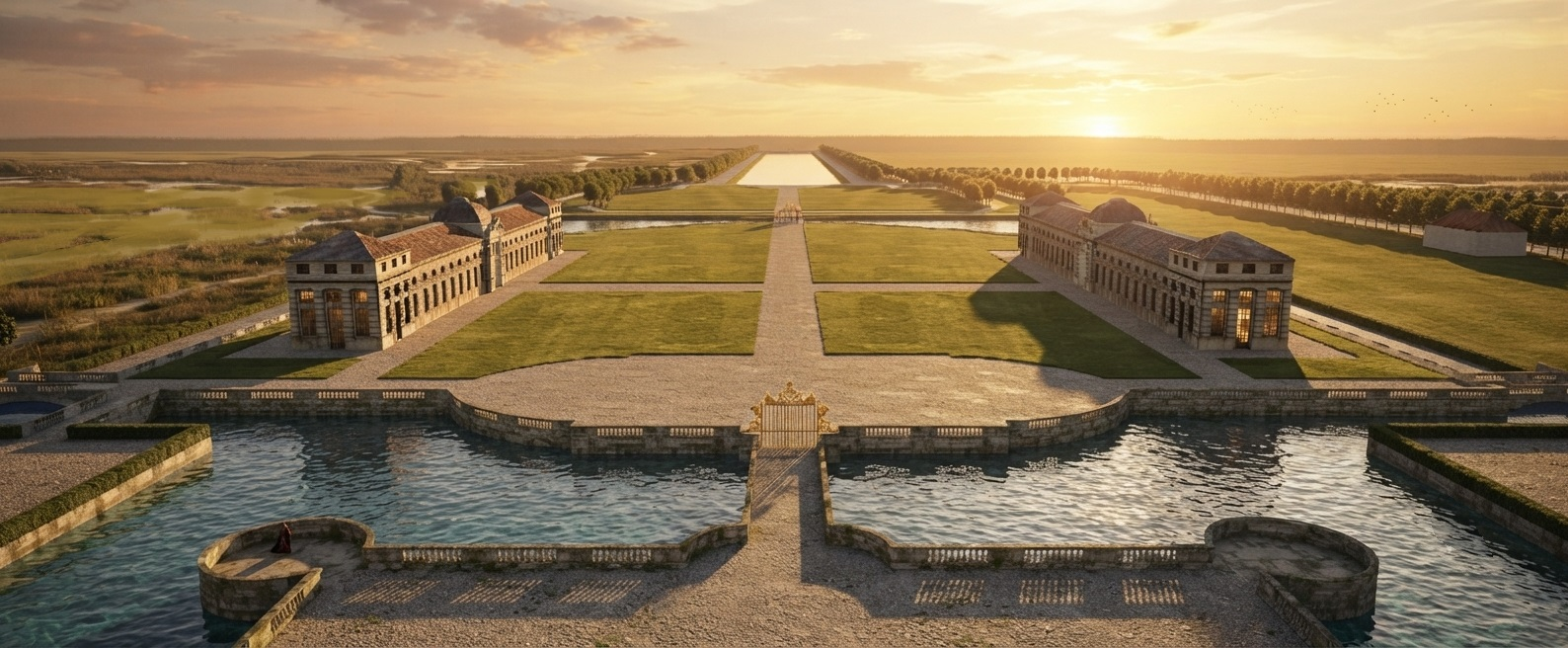
Vue depuis le belvédère du château du côté de l'entrée, 1785
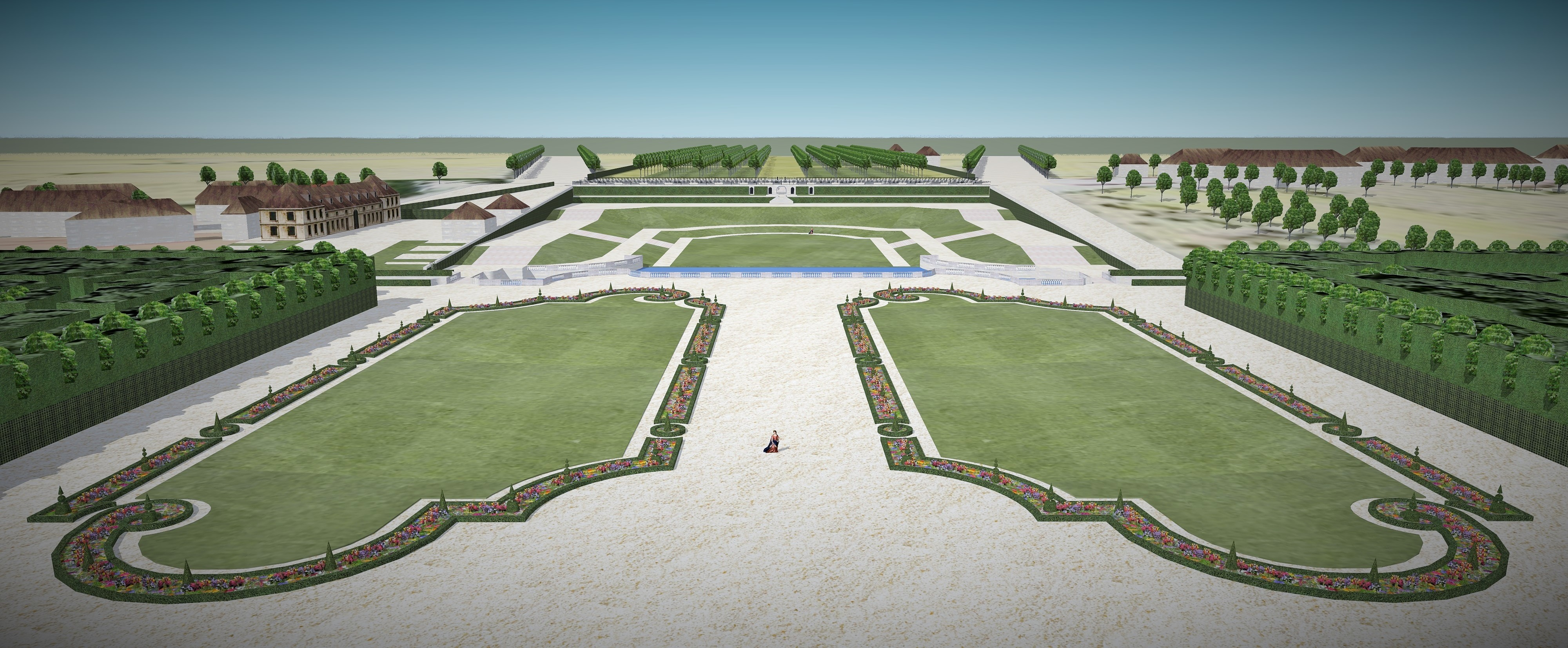
Vue depuis le belvédère du château du côté des jardins, 1785
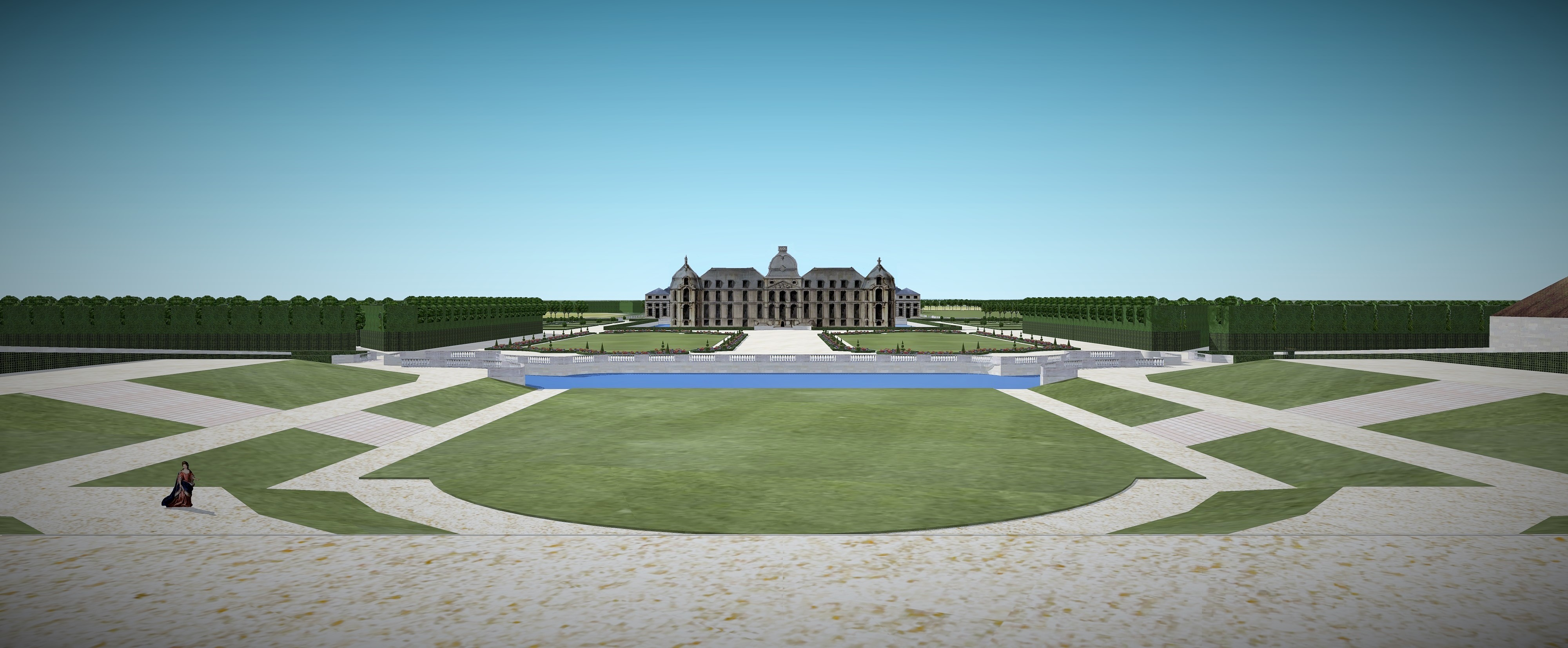
Vue depuis le bout du jardin en regardant le château côté parterre, 1785